# Manōlīs Liapakīs
Manōlīs Liapakīs (in greco Μανώλης Λιαπάκης?; Giannina, 11 giugno 1984) è un ex calciatore greco, di ruolo centrocampista.

## Carriera
Ha giocato complessivamente 51 partite nella massima serie greca con varie squadre.